# Дашичев, Иван Фёдорович
Ива́н Фёдорович Да́шичев (3 января 1897, Тимоновка, Орловская губерния — 24 апреля 1963, Москва) — советский военачальник, генерал-майор (1941). Участник Великой Отечественной войны.  Необоснованно репрессирован; реабилитирован. 

## Биография
Родился в деревне Тимоновка Брянского уезда в крестьянской семье. В сентябре 1916 года окончил Тульскую оружейную школу).
Служил в Русской императорской армии с 1916 года по 1917 год, окончил Чугуевское военное училище, подпоручик.
В Красной Армии с 1918 года. В годы Гражданской войны И. Ф. Дашичев воевал на Восточном фронте в составе 27-й Омской стрелковой дивизии помощником начальника штаба, начальником штаба 80-й бригады. В марте 1920 года дивизия была переброшена на Западный фронт, участвует в советско-польской войне. В 1921 году за храбрость и мужество, проявленное при выводе 80-й бригады из окружения у деревни Долубово и в других боях на Западном фронте награждён двумя орденами Красного Знамени. В марте 1921 года участвовал в подавлении Кронштадтского восстания. За героизм и смелость, проявленные в уличных боях, И. Ф. Дашичев в третий раз награждён орденом Красного Знамени.
В межвоенный период И. Ф. Дашичев служил адъютантом командира стрелкового батальона, помощником начальника и начальником штаба стрелковой бригады. С 1 октября 1929 года — начальник штаба 27-й Омской стрелковой дивизии Белорусского военного округа. С июля 1931 года — начальник штаба 2-го стрелкового корпуса. С марта 1936 года — командир-комиссар 35-й стрелковой дивизии в ОКДВА. С 8 августа 1937 — помощник командира 2-го стрелкового корпуса Московского военного округа (28.07.1938 года корпус передан в Калининский военный округ). Окончил Военную академию РККА имени М. В. Фрунзе (1927 год) и её оперативный факультет (1933 год).
С августа 1939 года — командир 47-го стрелкового корпуса Ленинградского военного округа, во главе которого в составе 9-й армии принимал участие в советско-финской войне. В январе 1940 года, после крупного поражения в битве при Суомуссалми снят с командования корпусом и понижен в воинском звании.
С 8 июля 1940 года — командир 35-го стрелкового корпуса Одесского военного округа. Участвовал в освободительном походе в Бессарабию.
В начале Великой Отечественной войны корпус под командованием И. Ф. Дашичева в составе 9-й отдельной армии Южного фронта участвовал в приграничных сражениях в Молдавии, в оборонительных боях по восточному берегу рек Прут, Днестр, Южный Буг. 24 июля 1941 года И. Ф. Дашичеву присвоено звание «генерал-майор».
С 11 сентября (14 августа) 1941 года — командир 9-го стрелкового корпуса, который в составе 51-й и 44-й армий Крымского и Кавказского фронтов вёл бои в ходе Крымской оборонительной и Керченско-Феодосийской десантной операций. Из боевой характеристики: «Проявил себя подготовленным опытным командиром, в совершенстве владеющим навыком командования частями в бою. Выдержан, твёрд, политически развит хорошо. С массой командиров и бойцов связан, авторитетом пользуется». С 16 по 21 января 1942 года И. Ф. Дашичев в связи с тяжёлым ранением генерал-майора А. Н. Первушина назначен командующим 44-й армией в Крыму. В это время армия отходила на новые позиции и понесла тяжёлые потери.
И. Ф. Дашичев был обвинён в потере управления войсками и 21 января 1942 года арестован. 19 февраля 1942 И. Ф. Дашичев был осуждён к 4 годам ИТЛ с отсрочкой исполнения приговора. В приговоре военной коллегии Верховного Суда СССР отмечалось: «…В январе 1942 года не обеспечил в соответствии с приказом командования планомерный отход войск 44-й армии, в результате чего в соединениях армии возникла паника и бегство с поля боя, приведшие к большим потерям личного состава и материальной части». После оглашения приговора Дашичев подал прошение о помиловании в Президиум Верховного Совета СССР. Решением Президиума Верховного Совета СССР судимость снята, однако этим же решением генерал лишён наград и понижен в воинском звании.
С 7 марта 1942 года — в распоряжении Главного управления кадров НКО СССР. С 7 мая — в распоряжении Военного совета Калининского фронта.
4 июля 1942 года вновь арестован органами НКВД. На этот раз его обвиняли в антисоветской агитации, согласно показаниям своего бывшего помощника и одного военфельдшера, «клеветал на Красную Армию, руководителей партии и Советского правительства, высказывал взгляды, что Советский Союз в войне с Германией неизбежно должен потерпеть поражение, … призывал про примеру, как это делал Гитлер, к уничтожению евреев, комиссаров и политработников». 8 лет находился под следствием. 2 декабря 1950 года постановлением ОСО приговорён к 10 годам ИТЛ. Отбывал заключение до 4 июля 1952 года, освобождён за полным отбытием срока наказания (с учётом предварительного заключения). 31 июля 1953 года решением Особого Совещания при МВД СССР дело по обвинению И. Ф. Дашичева прекращено за отсутствием состава преступления с полной его реабилитацией. И. Ф. Дашичев восстановлен в рядах Советской Армии в воинском звании «генерал-майор», ему были возвращены все награды.
Впоследствии находился в распоряжении Главного управления кадров Министерства обороны СССР. С февраля 1954 года в отставке. Скончался 24 апреля 1963 года в Москве. Похоронен на Введенском кладбище (23 уч.).
Сын — Дашичев Вячеслав Иванович (9 февраля 1925 — 1 июня 2016) — профессор, доктор исторических наук, ветеран Великой Отечественной войны, полковник в отставке, главный научный сотрудник Института международных экономических и политических исследований РАН.

## Награды
- Орден Ленина (5.11.1954)[6]
- Три ордена Красного Знамени (5.02.1921, 31.12.1921, 10.03.1922)[7]
- Медали СССР

## Воинские звания
- комбриг (28.11.1935)
- полковник (12.01.1940)
- комбриг (11.06.1940)
- генерал-майор (24.07.1941)